# Lojze Grozde
Lojze Grozde [lójze grozdè], rojen kot Alojzij Grozde, slovenski dijak, pesnik, mučenec in blaženi, * 27. maj 1923, Zgornje Vodale, † 1. januar 1943, Mirna.

## Življenje
Lojze Grozde se je rodil 27. maja 1923 v Zgornjih Vodalah pri Tržišču na Dolenjskem materi Mariji Grozde in očetu Francu Udovču kot nezakonski otrok. Mati je delala kot dninarica. Leta 1927 se je poročila s Francem Kovačem, vendar Lojze ni smel na poroko in ne na novi materin dom; moral je ostati pri sorodnikih, čeprav si je želel k materi. Pozneje, ko je Lojze napredoval v šoli, mu je očim postal bolj naklonjen.
Po materini poroki je zanj skrbela teta Ivanka. Poskrbela je, da je šel po ljudski šoli študirat v Ljubljano, kamor je sama odšla služit. Dobrotniki so ji pomagali, da je Lojze lahko študiral. Stanoval je v dijaškem zavodu Marijanišče in obiskoval klasično gimnazijo, kjer je bil odličen dijak. Na gimnaziji se je uveljavil kot literarni ustvarjalec. Postal je član dijaške Katoliške akcije in sodeloval v zavodski skupini Marijine kongregacije. Zadnja leta gimnazijskega študija so bila leta bližajoče se svetovne vojne. Razmere so se še bolj zaostrile, ko se je začela vojna. Za Lojzeta je napočil čas osebne poklicne odločitve. Ni se vključeval v dnevno politiko, ampak je svojo pot iskal v molitvi, ki jo je združeval z delom za druge.

## Usmrtitev, najdenje in pokop
Med počitnicami, pred zadnjim srednješolskim letom, se ni vrnil domov, saj je bilo tam vedno več nasilja in obiski niso bili preprosti. Kljub dobronamernim svarilom pa se je za obisk odločil in zaprosil za dovolilnico. Iz Ljubljane se je odpravil konec leta 1942. Najprej se je oglasil v Strugah pri prijatelju. Na petek 1. januarja 1943 je bil pri maši v Cistercijanskem samostanu Stična, potem pa se je z vlakom odpeljal iz Ivančne Gorice do Trebnjega. Tam je izvedel, da z vlakom ne more naprej, ker je bila proga poškodovana, zato je hotel iti do Mirne peš. Med potjo je prisedel na neki voz. Pri prvi hiši na Mirni ga je prijela partizanska straža. Pri njem so našli latinski misal, molitvenik Tomaža Kempčana Hoja za Kristusom in knjižico o Fatimi. Z zasliševanjem so nadaljevali v bližnji gostilni. Grozdeta so sumili za vojnega obveščevalca in ovaduha (zaradi italijanske dovolilnice in verske literature). Po hitrem sojenju je bil Grozde usmrčen. Njegovo truplo so 23. februarja našli šolarji. Prepeljali so ga v sosednji Šentrupert, kjer je komisija naredila zapisnik. Grozdetovo truplo so potem pokopali na pokopališču v Šentrupertu, saj ga zaradi razmer tistih dni ni bilo mogoče peljati v domačo župnijo Tržišče. 
O mučenju govori že prvi Grozdetov kratki življenjepisni povzetek, podobno ga opisuje tudi glavni Grozdetov življenjepisec Anton Strle. Omenja, da:
truplo ni bilo pokopano in da je posebna komisija takoj po najdenju ugotovila na truplu očitne sledove hudega trpinčenja. Grozdetovo truplo je bilo popolnoma ohranjeno in brez najmanjšega sledu trohnobe, dasi je ležalo že sedem tednov na prostem in je bila toplota precej nad ničlo... Na nogah so bili dobro vidni znaki mučenja: vsi prsti so bili ob koncu prirezani; na rokah so se poznali odtisi vrvi, s katero je bil zvezan, ko so ga mučili. Natančno se je videlo, da je bilo odrezano celo desno uho z desnim licem tja preko ustnice do spodnje čeljusti. Vsa lična koža je bila potegnjena obenem z ušesom z lica. Tudi spodnja polovica levega ušesa je bila odrezana. Enako je bilo izrezano desno oko; levo oko pa je bilo zabodeno z ostrim predmetom tako, da je izteklo. Na glavi se je poznala okoli osem centimetrov dolga in šest centimetrov globoka zevajoča rana. Moral je to biti smrtni udarec s topim orodjem, krampom ali motiko. Tako zapisnik, na katerem je podpisanih deset očividcev Grozdetovega trupla. Kakor razberemo iz dodatnega poročila, je bila velika rana tudi na levi strani pod čeljustjo. Tam skozi so mu, kakor pripovedujejo, odrezali jezik v korenini. Na nogi pod kolenom so se našli sledovi, da so mu rezali jermene, na stopalu in podplatih je bila koža deloma sneta.
Leta 1999 pri avtopsiji Grozdetovega skeleta sodni izvedenci niso ugotovili vidnih poškodb, ugotovili pa so, da je bil ustreljen s pištolo.
Politkomisar brigade Toneta Tomšiča Dušan Majcen - Nedeljko je dobra dva tedna po usmrtitvi Lojzeta Grozdeta Centralnemu komiteju KPS sporočil:
Slabo vpliva na razpoloženje prebivalstva tudi justifikacija izdajalcev, če ni prav otipljivega dokaza. To se je npr. pokazalo na Mirni, kjer sta padla dva izdajalca kurirja /enega je ubila straža pri poskusu pobega/. Smrtna obsodba drugega je bila nekoliko prenagljena in izvršena iz preventivnih vzrokov. Sicer je bilo dokazno, da je dotičnik član Katoliške akcije in našlo se je pri njemu cel kup italijanskih prepustnic, ki so mu dovoljevali obiskati vse važnejše belogardistične postojanke,  vendar konkretnih dokazov, da prinaša poročila, ni bilo. Štab je bil pozneje prisiljen, da potom posebnega razglasa opraviči prebivalstvu, zlasti v Št. Rupertu, potrebo smrtne obsodbe. Pri tem moram autokritično priznati, da sem se za slučaj premalo zanimal in nisem preprečil obsodbe, kar bi lahko, če bi sodeloval v brigadnem sodišču.
Še pred objavo tega sporočila Dušana Majcna - Nedeljka je Lado Kocijan trdil, da obstajajo zgodovinski viri in dokazi, ki so pogojevali smrtno kazen za Grozdeta. Kocijan je izjavil:
Grozdeta so na Mirni skupaj s prijateljem ujeli partizani Tomšičeve brigade. Njegov prijatelj jim je pobegnil. Grozdeta so odpeljali v gostilno pod gradom, kjer je bil štab Tomšičeve brigade. Tam so ga zaslišali. Ni bilo nič kritičnega. Verjeli so mu, da je šel le na obisk. ... Pozornejši pa so postali, ko so pri njem našli nenaslovljeno pismo, ki je bilo namenjeno župniku na Mirni. V pismu je njegov pošiljatelj zahteval, da mu mirnski župnik Jakob Širaj, ki je organiziral belo gardo v Mirnski dolini, preskrbi seznam partizanov in aktivistov. ... Za sodišče je bil Grozde belogardistični kurir in zato obsojen na smrt. Izmišljotina je, da so ga trpinčili tako, da so mu posneli kožo s podplatov, odrezali jezik in prste. So pa partizani zagrebli truplo preplitko, zato so manjše rane na njem povzročile gozdne živali, ki so ga obgrizle.
Na to trditev odgovarja cistercijanski pater Alojzij Ilc, ki je v  Braziliji leta 2008 vprašal Jožeta Mestnika, nekdanjega poveljnika vaške straže  v Stični v letu 1942, ali ve o kakšnem pismu, ki bi ga naj zaupali Lojzetu Grozdetu za mirnskega župnika. Odgovoril je: »Ne spominjam se, da bi Grozdetu izročili kakršnokoli pismo.« 

## Beatifikacija
Ob 50. obletnici Grozdetove smrti je Nadškofija Ljubljana 1. januarja 1994 začela cerkveni postopek za priznanje njegovega mučeništva ter s tem za njegovo beatifikacijo in kanonizacijo. Prvi postulator za beatifikacijo je bil salezijanski inšpektor Stanislav Hočevar, sedaj beograjski nadškof in metropolit.
Papež Janez Pavel II. je Grozdeta ob prvem obisku v Sloveniji (16. do 19. maja 1996) dvakrat omenil. Rekel je:
"V zgodovini je bila vaša krščanska skupnost izpostavljena težkim preizkušnjam, nedavno tudi grozotam obeh svetovnih vojn. Kako naj bi pozabili na nasilno komunistično revolucijo? Trpljenju, ki ga je povzročila tuja okupacija, se je pridružila še državljanska vojna, v kateri je brat dvignil roko nad brata. Božji služabnik Lojze Grozde je samo ena izmed neštetih nedolžnih žrtev, ki visoko dviguje palmo svojega mučeništva kot neizbrisen spomin in opomin. Škofe, duhovnike, redovnike in laike so med vojno in po njej zapirali, jih mučili, izseljevali in tudi nasilno morili. Vsi ti zdaj prosijo Boga za spravo, mir in slogo med vsemi člani naroda."
27. marca 2010 pa je prišla iz Rima novica, da je papež potrdil dekret o mučeništvu Lojzeta Grozdeta. Tega dne je namreč sprejel v avdienco prefekta Kongregacije za zadeve svetnikov, nadškofa Angela Amata, in potrdil objavo odloka o Grozdetovem mučeništvu. S tem dekretom je dano dovoljenje za beatifikacijo, ki je bila 13. junija 2010 na Slovenskem evharističnem kongresu v Celju. Lojze Grozde je bil kot drugi Slovenec (prvi je Anton Martin Slomšek) uradno razglašen za blaženega. V papeževem imenu ga je razglasil državni tajnik kardinal Tarcisio Bertone. Beatifikaciji je prisostvovalo med 30.000 in 40.000 vernikov.

### Prenosrelikvij
Novomeška škofija je prvi Grozdetov god praznovala v znamenju prenosa njegovih relikvij iz pokopališča v Šentrupertu v cerkev Matere Božje v Zaplazu, ki je sicer glavna romarska pot škofije. Že tri dni prej, od 24. do 26. maja, so relikvije romale v župnije Tržišče, Šentrupert in Mirna. Osrednja slovesnost se je začela 27. maja 2011 ob 19. uri z mašo in blagoslovom nove »Grozdetove kapele« ter s slovesnim sprejemom relikvij. Sledilo je nočno češčenje. Naslednji dan dopoldne je bila maša, po njej pa položitev relikvij v kamniti oltar kapele. Kapelo je z mozaikom opremil pater Marko Ivan Rupnik. 
Celotna prireditev je potekala pod geslom "Srce se ne boji".

## FilmSrce se ne boji
Srce se ne boji je tudi naslov igrano-dokumentarnega filma o življenju Alojzija Grozdeta, ki je nastal v produkciji Studia Siposh leta 2019. 
Premiera filma je bila v dvorani Kulturnega centra Janeza Trdine v Novem mestu v petek, 24. maja 2019, ob 20.00. Zaradi velikega zanimanja pa so organizatorji že predhodno pripravili predpremiero ob 17.00. Obe predstavi sta bili polno zasedeni.
Producent in režiser filma David Sipoš  je film ponudil RTV Slovenija v brezplačno predvajanje. Film je bil predvajan na TV SLO 1 na velikonočni ponedeljek, 13. aprila 2020.

## Slikovna zbirka
- Škofa Kramberger, Hočevar ter množice vernikov
- Somaševanja so se udeležili številni duhovniki
- Tribune z obiskovalci
- Delo rediteljev
- Obred se je začel s slovesnim sprevodom
- Odposlanec papeža Benedikta XVI. kardinal Bertone
- Kardinal Bertone vodi v papeževem imenu obred beatifikacije